# Astronidium fraternum
Astronidium fraternum és una espècie de planta fanerògama pertanyent a la família Melastomataceae. És endèmica de la Polinèsia Francesa en Moorea, Raiatea i Tahití.